# 9999 Wiles
Wiles (asteroide 9999) é um asteroide da cintura principal, a 2,6514938 UA. Possui uma excentricidade de 0,0660138 e um período orbital de 1 747,08 dias (4,79 anos).
Wiles tem uma velocidade orbital média de 17,67737047 km/s e uma inclinação de 3,20175º.
Este asteroide foi descoberto em 29 de Setembro de 1973 por Cornelis van Houten, Ingrid van Houten-Groeneveld.